# Sintel
Sintel (コード名：Durian) とはBlender FoundationのBlender Instituteが製作した短編のコンピュータアニメーション映画である。タイトルになっているオランダ語のsintelは「燃え殻」、燃えさしを意味する。トン・ローセンダールはブログでこう述べている。「“Sintel”は炭、もしくは金属の欠片であり、燃えて光り輝き、最後は灰になる…。」
Blender Foundationが過去に製作した映画「Elephants Dream」、「Big Buck Bunny」と同様、製作には自身が開発した自由ソフトウェアのBlenderが使用されている。
2009年5月に製作が開始。2010年9月27日に開催されたオランダ映画祭で初めて上映され、同月30日にダウンロード配信された
。

## 内容
Sintelという名の少女がScalesという名の子供ドラゴンを探す話である。Sintelは翼の傷ついたScalesを見つけ、手当てをした。翼が治り、飛べるようになったScalesだったが、ある日巨大なドラゴンにさらわれてしまう。

## 発表
2009年10月25日に一部シーンが、2010年5月13日に予告編が、そして同年7月19日にほぼ完成したバージョンが「pre-premiere」として公開される。同年9月27日にオランダ映画祭にて完成版が上映され同月30日にインターネット公開された。

## 製作
この映画は「Elephants Dream」、「Big Buck Bunny」、そして「Yo Frankie!」に続くBlender Foundation製作作品の4作目であり、Blender Foundationにおけるオープンコンテントの映画やゲームの製作を進めるための部門であるBlender Instituteによって製作された。
製作資金はBlender FoundationがBlenderのコミュニティによる寄付、DVDの前売り、商業スポンサーといった手段で集めた。映画自体はもちろんキャラクターやテクスチャー、アニメーションデータといった製作データはクリエイティブ・コモンズ帰属ライセンスでリリースされている。

### Blenderのバージョンアップ
過去のBlenderオープンムービープロジェクトのように、Blenderの開発者は映画製作チームの需要に合わせて広範囲にわたってソフトウェアの改良を手がけた。ユーザーインターフェイスや、パーティクル・システム、スカルプティング、シェーディング、レンダーパイプライン、コンストレイント、煙のシミュレーションが改良され、Blender v. 2.50 alphaから2.54 betaの範囲で公開された。